# Раковиська (Поморське воєводство)
Раковиська (пол. Rakowiska, нім. Krebsfelde) — село в Польщі, у гміні Новий Двур-Гданський Новодворського повіту Поморського воєводства.
Населення — 333 особи (2011).
У 1975-1998 роках село належало до Ельблонзького воєводства.

## Демографія
Демографічна структура станом на 31 березня 2011 року:
|          | Загалом | Допрацездатний вік | Працездатний вік | Постпрацездатний вік |
| -------- | ------- | ------------------ | ---------------- | -------------------- |
| Чоловіки | 157     | 24                 | 120              | 13                   |
| Жінки    | 176     | 33                 | 110              | 33                   |
| Разом    | 333     | 57                 | 230              | 46                   |